# Sepsina angolensis
Sepsina angolensis är en ödleart som beskrevs av  Bocage 1866. Sepsina angolensis ingår i släktet Sepsina och familjen skinkar. Inga underarter finns listade i Catalogue of Life.
Vid fram- och baktassar finns fyra fingrar och tår eller mindre.
Denna ödla förekommer i Angola och i angränsande regioner av Namibia, Zambia och Kongo-Kinshasa. kanske når den även södra Kongo-Brazzaville. Arten lever i kulliga landskap och i bergstrakter mellan 700 och 2000 meter över havet. Den vistas i sandiga och klippiga savanner. Individerna gömmer sig ofta i lövskiktet. Äggen kläcks i honans kropp.
Regionala populationer hotas av landskapsförändringar eller bränder. Hela populationen anses vara stabil. IUCN listar arten som livskraftig (LC).